# Новоандреевка (Северо-Казахстанская область)
Новоандреевка (каз. Новоандреевка) — село в Мамлютском районе Северо-Казахстанской области Казахстана. Входит в состав Леденевского сельского округа. Код КАТО — 595243200.

## География
Находится в 35-ти километрах от районного центра.

## Население
В 1999 году население села составляло 260 человек (136 мужчин и 124 женщины). По данным переписи 2009 года, в селе проживало 172 человека (91 мужчина и 81 женщина).